# Tillicoultry
Tillicoultry är en ort i Storbritannien.   Den ligger i kommunen Clackmannanshire och riksdelen Skottland, i den norra delen av landet, 600 km norr om huvudstaden London. Tillicoultry ligger 21 meter över havet och antalet invånare är 5 404.
Terrängen runt Tillicoultry är kuperad åt nordväst, men åt sydost är den platt. Runt Tillicoultry är det ganska tätbefolkat, med 65 invånare per kvadratkilometer. Närmaste större samhälle är Alloa, 5,1 km sydväst om Tillicoultry. Trakten runt Tillicoultry består i huvudsak av gräsmarker.